# Alberto Entrerríos
Alberto Entrerríos Rodríguez (Gijón, 7 novembre 1976) è un ex pallamanista e allenatore di pallamano spagnolo.
Anche il fratello Raúl Entrerríos è un giocatore di pallamano di livello internazionale.

## Palmarès
- Giochi olimpici

Pechino 2008: bronzo.
- Mondiali

Tunisia 2005: oro.
Svezia 2011: bronzo.
Spagna 2013: oro.
- Europei

Croazia 2000: bronzo.
Svizzera 2006: argento.